# Veronaia
Veronaia är ett släkte av svampar. Veronaia ingår i ordningen Eurotiales, klassen Eurotiomycetes, divisionen sporsäcksvampar och riket svampar.
|          | Elaphomycetaceae                       |
|          |                                        |
|          | Thermoascaceae                         |
|          |                                        |
|          | Trichocomaceae                         |
|          |                                        |
|          | Kendrickiella                          |
|          |                                        |
| Veronaia | \| \| Veronaia castellanii \| \| \| \| |
|          | \| \| Veronaia castellanii \| \| \| \| |
|          | Thermomyces                            |
|          |                                        |
|          | Leiothecium                            |
|          |                                        |
|          | Samarospora                            |
|          |                                        |
|          | Pisomyxa                               |
|          |                                        |
|          | Veronaia castellanii                   |
|          |                                        |

|  | Veronaia castellanii |
|  |                      |